# San Esteban de Mato
Mato (llamada oficialmente Santo Estevo do Mato) es una parroquia española del municipio de Sarria, en la provincia de Lugo, Galicia.

## Otras denominaciones
La parroquia también es conocida por los nombres de San Esteban de Mato, San Estebo de Mato  y San Estevo de Mato.

## Organización territorial
La parroquia está formada por dos entidades de población, constando una de ellas en el nomenclátor del Instituto Nacional de Estadística español:
- Vilar
- Vilarello

## Demografía
| Gráfica de evolución demográfica de Mato entre 2000 y 2021 |
|                                                            |
| Datos según el nomenclátor publicado por el INE.           |